# Lepidodexia wygodzinskyi
Lepidodexia wygodzinskyi är en tvåvingeart som beskrevs av Guilherme A.M.Lopes 1982. Lepidodexia wygodzinskyi ingår i släktet Lepidodexia och familjen köttflugor.
Artens utbredningsområde är Uruguay. Inga underarter finns listade i Catalogue of Life.